# کل یالدار سیاه
کل یالدار سیاه یا وایلدبیست سیاه (نام علمی: Connochaetes gnou) نام یک گونه از سرده کل یالدار است.